# هوغو أنريك اسيس دو ناسيمينتو
هوغو أنريك اسيس دو ناسيمينتو (بالبرتغالية: Hugo Henrique Assis do Nascimento‏) (27 أكتوبر 1980 في ريو دي جانيرو في البرازيل – )؛ هو لاعب كرة قدم كان يلعب كلاعب وسط.

## وصلات خارجية
- هوغو أنريك اسيس دو ناسيمينتو على موقع الاتحاد الدولي (مؤرشف)  (الإنجليزية)
- هوغو أنريك اسيس دو ناسيمينتو على موقع رابطة كرة القدم اليابانية للمحترفين (اليابانية)
- هوغو أنريك اسيس دو ناسيمينتو على موقع قاعدة بيانات كرة القدم.إي يو (الإنجليزية)
- هوغو أنريك اسيس دو ناسيمينتو على موقع Soccerway.com (الإنجليزية)
- هوغو أنريك اسيس دو ناسيمينتو على موقع عالم كرة القدم.نت (الإنجليزية)